# Gabe Bywaters
Hon. Gabriel „Gabe“ Alexander Bywaters (* 2. September 1914 in Gawler, South Australia; † 2. November 2004) war ein australischer Politiker der Labor Party, der zwischen 1956 und 1968 Mitglied des South Australian House of Assembly sowie zeitweise Minister war.

## Leben
Gabriel „Gabe“ Alexander Bywaters, Sohn eines Eisenbahnmitarbeiters, besuchte die Primary School sowie die Technical School in seinem Geburtsort Gawler und arbeitete dann dort bis 1934 als Gemüsehändler. Nach weiteren beruflichen Tätigkeiten eröffnete er nach seiner Eheschließung ein kleines Feinkostgeschäft in Cheltenham. Da er während des Zweiten Weltkrieges nicht zum Militärdienst eingezogen wurde, war er zunächst im Speditionsunternehmen John Dring sowie danach zwischen 1942 und 1947 als Hafenarbeiter beschäftigt. Im Anschluss war er als Verkaufsvertreter für den Elektrolieferanten Adelaide Electric Supply Co. tätig.
Bei der Wahl am 3. März 1956 wurde er für die Labor Party im Wahlkreis Murray zum Mitglied des South Australian House of Assembly gewählt, des Unterhauses des Parlaments von South Australia, und konnte sich dabei gegen den bisherigen Wahlkreisinhaber Hector White von der Liberal and Country League (LCL) durchsetzen. Er vertrat diesen Wahlkreis bis zu seiner eigenen Niederlage gegen Ivon Wardle von der LCL bei der Wahl am 2. März 1968. Während seiner Mitgliedschaft in der Legislativversammlung war er zwischen dem 2. November 1961 und dem 10. März 1965 Mitglied des Parlamentarischen Ausschusses für Landbesiedlung (Parliamentary Committee on Land Settlement).
Nach dem Wahlsieg der ALP bei der Wahl am 6. März 1965 wurde Bywater am 10. März 1965 in die Regierung von Premier Frank Walsh berufen, die erste Labor-Regierung seit fast 32 Jahren, und bekleidete in dieser bis zum 1. Juni 1967 die Ämter als Landwirtschaftsminister (Minister of Agriculture) und als Forstminister (Minister of Forests). Daneben fungierte er noch vom 10. März bis zum 11. November 1965 in Personalunion als Minister für Bewässerung (Minister of Irrigation), Minister für Ländereien (Minister of Lands) und als Minister für Rückkehrer (Minister of Repatriation). Die Ämter als Landwirtschaftsminister und Forstminister hatte er vom 1. Juni 1967 bis zum 26. März 1968 ebenfalls in der ersten Regierung von Premier Don Dunstan inne. Am 11. Juli 1968 wurde ihm der Höflichkeitstitel The Honourable verliehen.
Nachdem Gabe Bywater bei der Wahl am 30. Mai 1970 noch einmal ohne Erfolg für ein Mandat in der Legislativversammlung kandidiert hatte, wurde er 1970 von Premier Dunstan zum Mitglied des Metropolitan Milk Board ernannt, des Ausschusses für die Milchversorgung der Metropolregion Adelaide, und gehörte diesem bis 1985 an. Er war außerdem zwischen 1970 und 1982 Mitglied der State Government Insurance Commission, der Versicherungskommission für den Bundesstaat South Australia. Aus seiner Ehe mit Gwen Bywaters († 2001) gingen ein Sohn und eine Tochter hervor.

## Hintergrundliteratur
- Parliament of South Australia: Statistical Record of the Legislature 1836–2007 (Memento vom 11. März 2019 im Internet Archive)